# Ճ

Ճとճ

筆記体

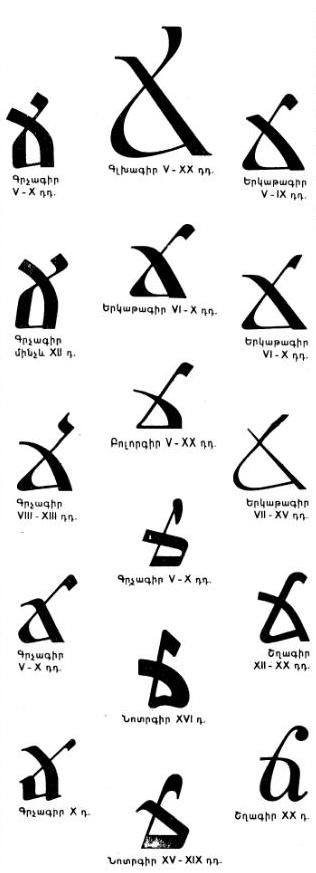
Ճとճの様々な書体

Ճ, ճ（アルメニア語: ճեまたはճէ、発音は東アルメニア語でche、西アルメニア語でje）は、アルメニア文字の19番目の文字である。405年ごろにメスロプ・マシュトツによって作成されたと見られる。

## 使用
古典アルメニア語と東アルメニア語では無声後部歯茎破擦音[tʃ]を表す。西アルメニア語では有声後部歯茎破擦音[dʒ]を表す。ラテン文字化する時は「Č」または「Ch」と記す。記数法では100を表す。

## 書体

## 符号位置
| 文字 | Unicode | JIS X 0213 | 文字参照        | 備考 |
| ---- | ------- | ---------- | --------------- | ---- |
| Ճ    | U+0543  | -          | &#x543; &#1347; |      |
| ճ    | U+0573  | -          | &#x573; &#1395; |      |